# Teatro d’ira – Vol. I
Teatro d’ira – Vol. I ist das zweite Studioalbum der italienischen Rockband Måneskin. Es erschien am 19. März 2021 bei RCA und Sony.

## Entstehung
Von Ende 2019 bis Frühling 2020 lebte die Band in London, wo sie an ihren Instrumentenspielfähigkeiten arbeitete, ihren Musikstil verfeinerte und an neuem Material arbeitete. Dies stellte den ersten Teil der umfassenden Arbeit an ihrem Album dar, das vollständig von den vier Mitgliedern der Band geschrieben wurde. Anders als ihr vorheriges Album Il ballo della vita (2018) wurde Teatro d’ira – Vol. I vollständig live aufgenommen, um die gleiche Atmosphäre zu kreieren, die Måneskin bei ihren Konzerten der vergangenen Jahre erlebt hatte und die auf den Bootleg-Aufnahmen der 1970er Jahre zu hören ist.
Laut der Band stehen der Titel des Albums Teatro d’ira (Theater des Zorns) und dessen Bedeutung für

„...un’ira catartica rivolta alle oppressioni e agli oppressori, che porta a sfogarsi e a ribellarsi verso tutto ciò che ti fa sentire sbagliato e che, come risultato, porta a una rinascita e a un cambiamento. Abbiamo voluto collocare questa forza molto potente in un contesto, quello del teatro, che nell’immaginario comune viene percepito come elegante e pacato. Ci piace questa antitesi: un contrasto che vive nel momento in cui il sipario si apre e, al posto di uno spettacolo o di un balletto, ci si ritrova catapultati in questa esplosione di energia. Il teatro è una metafora a rappresentare l’arte, il luogo dove questo impulso potente genera qualcosa di artistico e positivo.“

„... eine kathartische Wut, die sich gegen Unterdrückung und Unterdrücker richtet, die dazu führt, dass man sich Luft macht und gegen alles rebelliert, was einem das Gefühl gibt, falsch zu sein, und die infolgedessen zu einer Wiedergeburt und Veränderung führt. Wir wollten diese sehr starke Kraft in einen Kontext stellen, den des Theaters, das in der allgemeinen Vorstellung als elegant und ruhig wahrgenommen wird. Uns gefällt dieser Gegensatz: ein Kontrast, der in dem Moment lebendig wird, in dem sich der Vorhang öffnet und man anstelle einer Show oder eines Balletts in diese Explosion von Energie hineingeschleudert wird. Das Theater ist eine Metapher für die Kunst, der Ort, an dem dieser starke Impuls etwas Künstlerisches und Positives hervorbringt.“

Im Gegensatz zum vorherigen Album, das von ihrer Muse „Marlena“ inspiriert war, wurde dieses Album von ihnen selbst inspiriert. Die Texte des Albums beschäftigen sich mit verschiedenen Themen, die die junge Generation betreffen. Vent’anni und Zitti e buoni sind soziale Manifeste über Individualität, andere wie I Wanna Be Your Slave handeln von der Dualität in Liebesbeziehungen und La paura del buio von Menschen, die sowohl das Unbekannte als auch andere Menschen fürchten, weil sie anders sind.

## Veröffentlichung
Das Album wurde von Sony Music und RCA Records als Digipak mit einem 12-seitigen Booklet mit Songtexten veröffentlicht und erschien zudem auch in einer Vinyl-Edition.
Eine Woche nach seiner Veröffentlichung erreichte das Album die Spitze der FIMI-Albumcharts und wurde mit Platin ausgezeichnet, da es sich über 70.000 Mal verkaufte. Nach dem Sieg der Band beim Eurovision Song Contest 2021 begannen das Album und seine Titel – insbesondere die Single Zitti e buoni und die Songs I Wanna Be Your Slave und Coraline – die Wochencharts in ganz Europa und darüber hinaus zu erobern. Bis zum 27. Mai 2021 erreichten die Tracks des Albums über 100 Millionen Streams auf Spotify, und bis zum 15. Juni wuchs die Zahl der Streams auf über 340 Millionen an. Das Album erreichte anschließend die Top 15 der Billboard World Albums Chart, am 9. Juli stand es an der Spitze der UK Rock & Metal Albums Chart.

## Titelliste

### Teatro d’ira – Vol. I
1. Zitti e buoni – 3:14
2. Coraline – 5:00
3. Lividi sui gomiti – 2:45
4. I Wanna Be Your Slave – 2:53
5. In nome del padre – 3:39
6. For Your Love – 3:50
7. La paura del buio – 3:29
8. Vent’anni – 4:13

### Teatro d’ira – Vol I (japanische Ausgabe)
Die japanische Ausgabe des Albums verfügt über den folgenden Bonustrack:
9. I Wanna Be Your Slave (Måneskin & Iggy Pop) – 2:53

### Teatro d’ira – Vol. I (Japan Tour Edition)
Die Japan Tour Edition verfügt über folgende Bonustracks:
10. For Your Love (Live @ Roxy Los Angeles) – 4:24
11. I Wanna Be Your Slave (Live @ Roxy Los Angeles) – 5:22
12. Mammamia (Live @ Roxy Los Angeles) – 3:05
13. Beggin’ (Live @ Roxy Los Angeles) (Peggy Farina, Bob Gaudio) – 3:17

## Rezensionen
Mattia Marzi vom italienischen Online-Musikmagazin Rockol vergab für das Album eine Bewertung von 8,5/10 und lobte insbesondere die Spiel- und Songwritingfähigkeiten der Bandmitglieder. Laut Marzi hat das Album Einflüsse von den Power Trios der 1970er bis hin zu Sonic Youth und den Arctic Monkeys, wobei die einzelnen Titel von Hard Rock (Zitti e buoni) über Dance-Rock (I Wanna Be Your Slave), Powerballaden (Vent’anni), Gothic Rock (Coraline) bis hin zu Garage Rock (Lividi sui gomiti) reichen. Zusammenfassend nennt er das Album voller „Wut und Zorn. Kratzige Gitarren, kraftvolle Basslinien, trockenes, hartes Schlagzeug und Damianos fast immer bewusst übertriebener Auftritt unterstreicht die Wut und den Zorn von vier Zwanzigjährigen, die mit ihrer Musik Grenzen sprengen und die Welt verändern wollen.“
In seiner Rezension für Rolling Stone Italia lobte Claudio Teodesco das Album als einen künstlerischen Schritt nach vorne im Vergleich zum vorherigen Studioalbum, die Qualität ihres Instrumentenspiels und der Produktion, und dass sie Musik und Texte nutzen, um etwas über Vielfalt, Zerbrechlichkeit, Phobien, Sex, Rachegelüste zu sagen und eine Welt der Verlierer wie das Mädchen aus Coraline darzustellen. Er kritisierte jedoch, dass man ihre musikalischen Einflüsse immer noch hören könne, obwohl man ihnen das nicht anrechnen könne, weil sie noch jung seien, dass Damiano in einigen Tracks stimmlich die Emotionen übertreibe.
Bei laut.de verlieh Philipp Kause 4/5 Punkten für das Album. Ihm fiel es schwer, ihren Stil zu verorten, der irgendwo zwischen Funk-Rock und Hardrock liegt und fühlte sich in Teilen an den Stil der Red Hot Chili Peppers erinnert. Er lobt, dass die Texte größtenteils auf Italienisch sind, da die Nuancen und Metaphern der Sprache im Englischen nicht funktionieren würden. Kause resümierte: „Måneskin bringen Beträchtliches mit, um nicht als One Hit Wonder in die Geschichte einzugehen: Ansprechendes Potenzial als Performer, akkurates Handwerk und kompositorisches Können.“
Antonio Silvestri von Ondarock zeigte sich kritischer und vergab lediglich 5/10 Punkten. Er legte dar, dass die Band noch jung und durchaus ehrgeizig sei, jedoch noch immer zu schmerzhaft pathetischen Untertönen neigte. Teatro d’ira – Vol. I zeige ein künstlerisches Wachstum im Vergleich zum ersten Album und vermittle eine solide Vorstellung von der Zukunft der Band, ließe es jedoch noch an besonderer Begeisterung mangeln.
Loudwire wählte das Teatro d’ira – Vol. I als 39. bestes Rock/Metal-Album des Jahres 2021. Bei den japanischen CD Shop Awards wurde das Album als bestes Werk eines internationalen Künstlers ausgezeichnet.

## Kommerzieller Erfolg

### Chartplatzierungen
| ChartsChartplatzierungen     | Höchstplatzierung | Wochen |
| ---------------------------- | ----------------- | ------ |
| Deutschland (GfK)            | 11 (20 Wo.)       | 20     |
| Italien (FIMI)               | 1 (125 Wo.)       | 125    |
| Österreich (Ö3)              | 5 (37 Wo.)        | 37     |
| Schweiz (IFPI)               | 5 (40 Wo.)        | 40     |
| Vereinigtes Königreich (OCC) | 49 (8 Wo.)        | 8      |

| ChartsJahrescharts (2021) | Platzierung |
| ------------------------- | ----------- |
| Italien (FIMI)            | 3           |
| Österreich (Ö3)           | 21          |
| Schweiz (IFPI)            | 32          |

| ChartsJahrescharts (2022) | Platzierung |
| ------------------------- | ----------- |
| Italien (FIMI)            | 14          |

| ChartsJahrescharts (2023) | Platzierung |
| ------------------------- | ----------- |
| Italien (FIMI)            | 70          |

### Auszeichnungen für Musikverkäufe
| Land/Region          | Auszeichnungen für Musikverkäufe (Land/Region, Auszeichnung, Verkäufe) | Verkäufe |
| -------------------- | ---------------------------------------------------------------------- | -------- |
| Brasilien (PMB)      | Platin                                                                 | 40.000   |
| Dänemark (IFPI)      | Platin                                                                 | 20.000   |
| Frankreich (SNEP)    | Gold                                                                   | 50.000   |
| Italien (FIMI)       | 5× Platin                                                              | 250.000  |
| Neuseeland (RMNZ)    | Gold                                                                   | 7.500    |
| Niederlande (NVPI)   | Gold                                                                   | 20.000   |
| Norwegen (IFPI)      | Platin                                                                 | 20.000   |
| Polen (ZPAV)         | 3× Platin                                                              | 60.000   |
| Schweden (IFPI)      | Platin                                                                 | 30.000   |
| Spanien (Promusicae) | Gold                                                                   | 20.000   |
| Insgesamt            | 4× Gold · 12× Platin ·                                                 | 517.500  |

Hauptartikel: Måneskin/Auszeichnungen für Musikverkäufe